# Peter Sejna
Peter Sejna (Liptovský Mikuláš, 5 ottobre 1979) è un ex hockeista su ghiaccio slovacco.

## Palmarès

### Mondiali
- 1 medaglia:
  - 1 bronzo (Finlandia 2003)